# Saint-Jean-du-Thenney
Saint-Jean-du-Thenney – miejscowość i gmina we Francji, w regionie Normandia, w departamencie Eure.
Według danych na rok 1990 gminę zamieszkiwały 192 osoby, a gęstość zaludnienia wynosiła 23 osoby/km² (wśród 1421 gmin Górnej Normandii Saint-Jean-du-Thenney plasuje się na 709. miejscu pod względem liczby ludności, natomiast pod względem powierzchni na miejscu 440.).